# Fredonia (Kentucky)
Fredonia é uma cidade localizada no estado americano de Kentucky, no Condado de Caldwell.

## Demografia
Segundo o censo americano de 2000, a sua população era de 420 habitantes.
Em 2006, foi estimada uma população de 416, um decréscimo de 4 (-1.0%).

## Geografia
De acordo com o United States Census Bureau tem uma área de
1,7 km², dos quais 1,7 km² cobertos por terra e 0,0 km² cobertos por água. Fredonia localiza-se a aproximadamente 147 m acima do nível do mar.

## Localidades na vizinhança
O diagrama seguinte representa as localidades num raio de 20 km ao redor de Fredonia.